# Gruszka (jezioro)
Lake Gruszka, słodkowodne jezioro sezonowe o powierzchni ok. 500 ha położone na pustyni Gibsona w Australii Zachodniej.
Odkryte przez pułkownika Jerzego Gruszkę.  Gruszka odkrył to jezioro w czasie pomiarów kartograficznych pustyni Gibsona 14 sierpnia 1961:

Lecieliśmy na wysokości 500 stóp ponad terenem do jednego z punktów, na którym miałem przeprowadzić pomiar wysokości. W pewnym momencie w odległości kilku mil zauważyłem grupę dużych drzew.

Poprosiłem pilota, Darcy Nowella, aby skierował się w tamtym kierunku. Wkrótce ukazał się ciekawy widok. Nad ziemią unosiła się jakby niebieska mgła. Widziałem wiele podobnych zjawisk podczas mych lotów, lecz nigdy w kolorze niebieskim! I to mnie naprawdę zdziwiło. Nawet nie mogłem się łudzić, by mogło to być odbicie wody. Bo skąd woda, jeśli w ostatnich 12 miesiącach obszar ten miał poniżej jednego cala opadów atmosferycznych?

Uwierzyłem swym oczom dopiero wtedy, gdy zobaczyłem kilkanaście czarnych łabędzi płynących spokojnie po tej niebieskiej powierzchni, dziesiątki kaczek i innego wodnego ptactwa, które zrywało się przestraszone hałasem helikoptera.

Krążyliśmy dość długo, nim znaleźliśmy miejsce do lądowania, bo samo jezioro jak i brzegi porosłe są wysokimi drzewami. Nie miałem czasu na dokładne zbadanie tej oazy, ponieważ zbliżał się wieczór, a miałem jeszcze ponad sto mil lotu. Spróbowałem wodę, która jest doskonała, czysta jak kryształ i słodka.

Wielkość jeziora wynosi mniej więcej pół mili szerokości (ok. 800 m) i trzy czwarte mili długości (1200m). Głębokość na środku około 5 stóp (ok. 1.5 m). Dla zorientowania podaję ci również położenie geograficzne: długość 125 stopni 30’, szerokość 25 stopni 30’.